# Dustin Lance Black

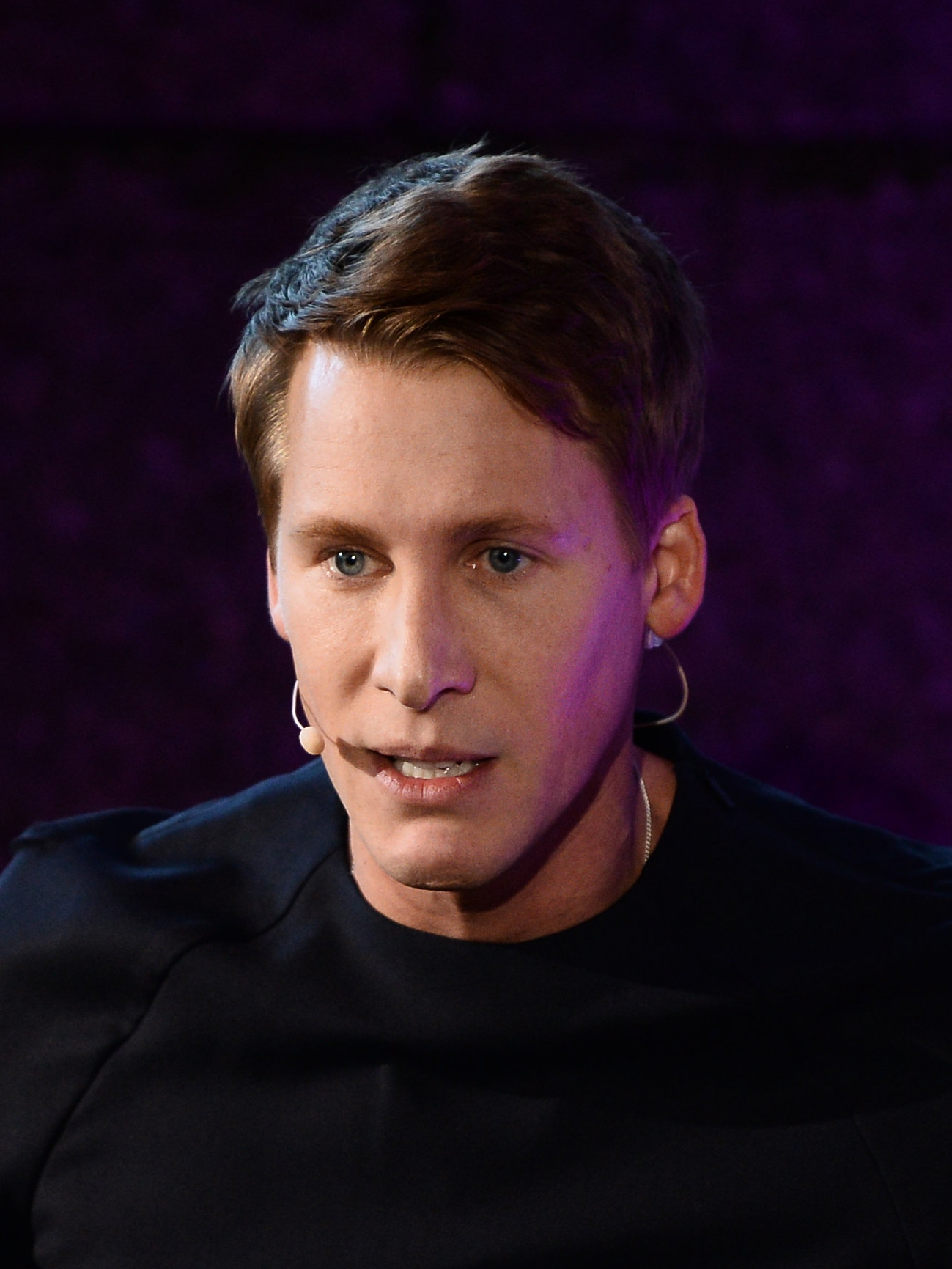
Dustin Lance Black

Dustin Lance Black (10 juni 1974) is een Amerikaanse screenwriter, regisseur, film- en televisiemaker en een LGBTQ+-rechtenactivist. 
Hij won een Writers Guild of America Award, en op de 81ste Oscaruitreiking een Oscar voor beste originele scenario voor de film Milk uit 2008, waarvoor hij het script schreef. Hij was daarnaast voor het scenario van Milk ook nog genomineerd voor een Satellite Award op de 13e Satellite Awards en een BAFTA Award op de 62e BAFTA Awards. Black schreef ook het script voor J. Edgar van Clint Eastwood uit 2011.
Black is een lid en mede-oprichter van de American Foundation for Equal Rights. 
Hij is tevens man van de Britse schoonspringer Tom Daley; ze kregen in 2018, via een draagmoeder, een zoon.
- Bibsys: 10004758
- Biblioteca Nacional de España: XX4826473
- Bibliothèque nationale de France: cb16157679t (data)
- CiNii: DA18839997
- Gemeinsame Normdatei: 138001510
- International Standard Name Identifier: 0000 0001 0929 0495
- Library of Congress Control Number: no2009013158
- Nationale Bibliotheek van Tsjechië: xx0103283
- Nationale Bibliotheek van Israël: 987007429346905171
- Réseau des bibliothèques de Suisse occidentale: 02-A024199353
- SNAC: w6tb4gdd
- Système universitaire de documentation: 13919732X
- Virtual International Authority File: 100870437
- WorldCat: E39PBJjH9H7wb9wbKCGbcFRqcP